# Omicidio di Danny Katz
L'omicidio di Danny Katz fu un attacco terroristico effettuato nel 1983 in cui un militante palestinese assassinò il quattordicenne israeliano Danny Katz. L'attacco, prominente in una serie di attacchi rivolti a bambini israeliani durante i primi anni '80, scioccò l'opinione pubblica israeliana a causa della sua brutalità.

## L'omicidio
Giovedì 8 dicembre 1983, il quattordicenne israeliano Danny Katz, residente nel quartiere Denia di Haifa, lasciò la sua casa per visitare un amico, ma scomparve durante il viaggio.
Dopo una ricerca di tre giorni, il corpo mutilato di Katz fu trovato fuori da una remota grotta nella regione di Sakhnin, con segni di strangolamento, tortura e violenza sessuale.

## Autori
Una lettera trovata in un mucchio di immondizia vicino alla grotta condusse gli investigatori da Samir Ghanem, un residente di Sakhnin. Ghanem inizialmente negò le accuse, ma in seguito confessò e implicò altri quattro partner nel crimine: Ahmad Kozli, Fathi Janameh, Ali Ganayem e Atef Sabihi. Tutti e cinque ammisero di aver ucciso Danny Katz. Alla fine tutti furono giudicati colpevoli di omicidio e condannati all'ergastolo. Due degli aggressori, Ahmad Kozli e Atef Sabihi, confessarono anche in seguito il rapimento, lo stupro e l'omicidio della 19enne israeliana Daphna Carmon nel 1982.

## Conseguenze
L'avvocato degli aggressori Avigdor Feldman affermò che la condanna dei sospettati era impropria a causa della mancanza di prove solide contro gli imputati e del fatto che la corte si affidasse esclusivamente alle loro confessioni, che secondo gli imputati sarebbero state date sotto costrizione. Nel 1991 la Corte Suprema israeliana stabilì che le affermazioni dei difensori non erano credibili e che la loro condanna sulla base delle loro confessioni e prove aggiuntive era sufficiente.
A seguito delle continue pressioni dell'opinione pubblica, il ministro della giustizia israeliano David Libai ordinò all'avvocato Judith Karp di preparare un rapporto sul caso. A seguito del rapporto, venne presentato ricorso alla Corte suprema israeliana per un nuovo processo. Il presidente della Corte Suprema Aharon Barak stabilì nel 1999 che si sarebbe tenuto un nuovo processo per gli accusati.
Nel 2000 iniziò il nuovo processo, una procedura relativamente rara nel sistema legale israeliano. Gli imputati vennero nuovamente condannati nel 2002 dopo che i giudici ritennero che le confessioni degli imputati fossero ammissibili. L'avvocato difensore Feldman fece appello alla Corte Suprema, ma il suo ricorso venne respinto all'unanimità dopo che la corte esaminò le prove e stabilì che il verdetto del tribunale distrettuale era ben stabilito.
Nel 2007 il presidente israeliano Shimon Peres scelse di emettere una grazia riducendo le condanne degli aggressori di Danny Katz. L'importanza di ridurre la pena degli assassini significava che ora avevano la possibilità di chiedere alla commissione per la libertà vigilata della prigione di detrarre un terzo delle loro condanne. Nel luglio 2008, la commissione per la libertà vigilata respinse l'appello degli aggressori di Danny Katz per detrarre un terzo delle loro condanne perché vennero considerati come ancora pericolosi per il pubblico.